# Rio Sex Comedy
Pour plus de détails, voir Fiche technique et Distribution.
Rio Sex Comedy, également intitulé Rio, sexe et (un peu de) tragi-comédie, est un film franco-brésilien réalisé par Jonathan Nossiter, présenté pour la première fois au Festival de Toronto le 16 septembre 2010.

## Synopsis
Le film suit le point de vue de trois expatriés au Brésil : Irène, une sociologue qui s'intéresse aux femmes de ménage des favelas qui travaillent dans les beaux quartiers de Rio ; Charlotte Jones, une chirurgienne esthétique de renom venue s'installer à Rio pour aider les plus démunis ; et William, un ambassadeur américain très mal à l'aise avec sa position officielle.
Ces personnages vont vivre une aventure burlesque et enjouée qui les fera s'interroger sur leur condition et pour certains changera complètement leur vie.

## Fiche technique
- Réalisation : Jonathan Nossiter
- Photographie : Lubomir Bakchev
- Montage : Sophie Brunet, Jonathan Nossiter
- Photographie : Lubomir Bakchev
- Pays d'origine :  France et  Brésil
- Dates de sortie : 
  - Canada : 16 septembre 2010 (Festival de Toronto)
  - Brésil : 24 septembre 2010 (Festival de Rio de Janeiro)
  - France : 23 février 2011

## Distribution
- Charlotte Rampling : Charlotte Jones
- Irène Jacob : Irène
- Bill Pullman : l'ambassadeur américain
- Jean-Marc Roulot : Antoine
- Jérôme Kircher : Robert
- Daniela Dams : Iracema
- Fisher Stevens : Fish

## Production
Jonathan Nossiter a écrit, produit et réalisé ce film dans lequel les acteurs et techniciens ont tous activement collaboré à son élaboration[pas clair][réf. nécessaire].

## Accueil

### Accueil critique
Le film est plutôt mal accueilli par la critique française : le site Allociné propose une note moyenne de 2,6 sur 5, calculée sur les critiques de 21 médias.

### Box-office
Le film fait un flop avec seulement 17 208 spectateurs.